# Natuurpark Baixa Limia e Serra do Xurés

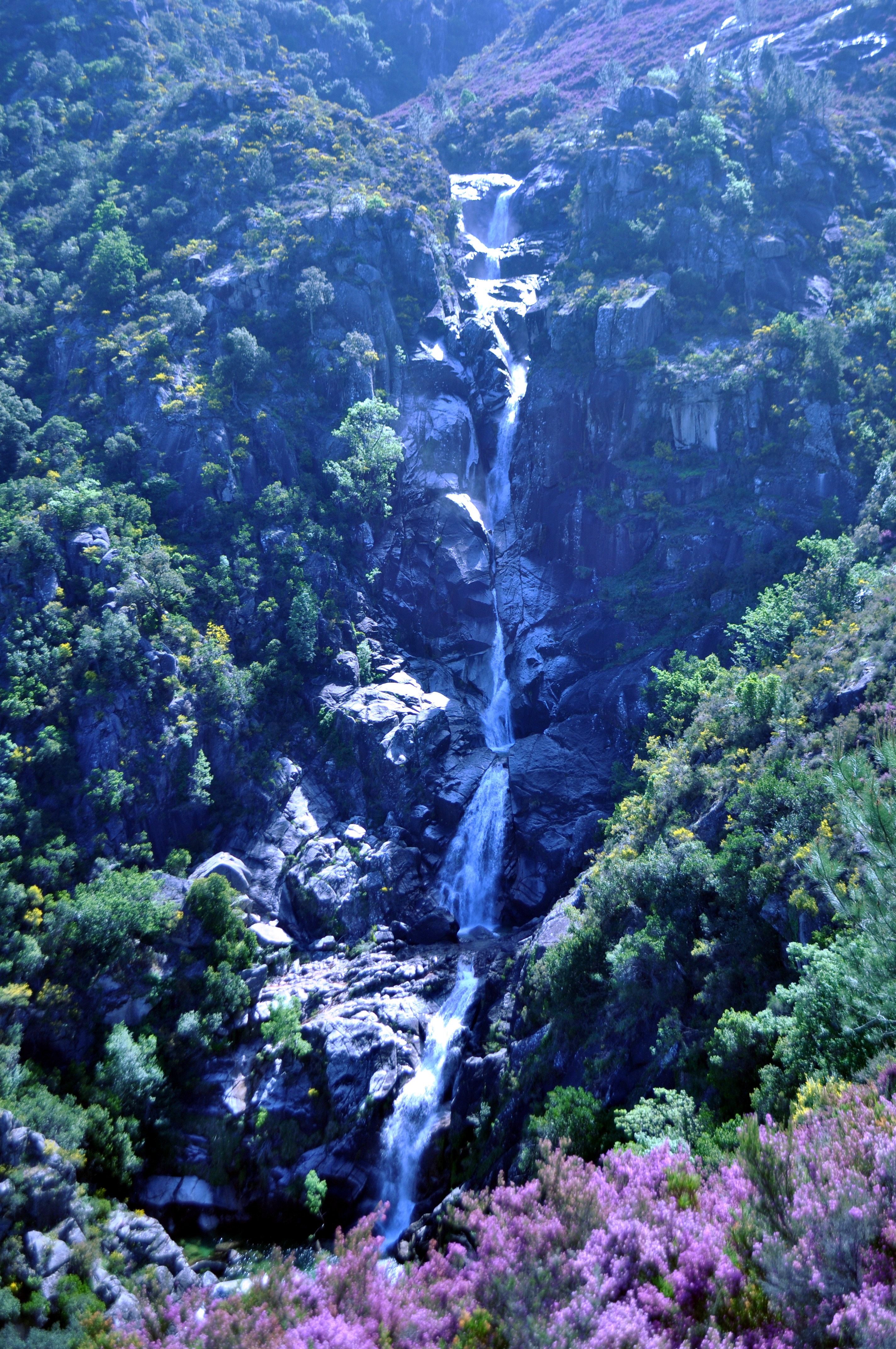

Het Natuurpark Baixa Limia e Serra do Xurés (Galicisch: Parque natural Baixa Limia e Serra do Xurés/Spaans: Parque natural de Baja Limia y Sierra de Jurés) is een natuurpark in Galicië in Spanje. Het natuurpark werd opgericht in 1993 en is 209620 hectare groot. Het natuurpark omvat bergen van het Xurés-gebergte met bossen van Pyrenese eik en berk. In het park komt ree, steenarend, everzwijn, edelhert voor. Het park is een Unesco-biosfeerreservaat.